# Lacy Yea
Lacy Walter Giles Yea (ur. 20 maja 1808 w Bristolu, zm. 18 czerwca 1855 pod Sewastopolem) – brytyjski arystokrata i wojskowy, pułkownik armii, dowódca 7th Royal Fusiliers w czasie wojny krymskiej, poległy podczas oblężenia Sewastopola.

## Życiorys
Lacy Walter Giles Yea urodził się 20 maja 1808 roku w Bristolu, jako najstarszy syn sir Williama Waltera Yea, 2. baroneta, oraz Anne Heckstetter. Ukończył Eton College. 6 października 1825 roku został przyjęty do armii jako oficer. Od 1827 roku służył w 5th Foot, rok później został żołnierzem 7 Pułku.
Służył w regionie Morza Śródziemnego oraz w Ameryce, awansując kolejno do stopni kapitana (30 grudnia 1836), majora (3 czerwca 1842) i podpułkownika (9 sierpnia 1850). W 1850 roku objął również dowodzenie 7th Royal Fusiliers, uważanego za jeden z najlepiej wyszkolonych pułków British Army. Na jego czele wziął udział w wojnie krymskiej. Wyróżnił się w bitwie nad Almą, gdzie osłaniał prawą flankę Dywizji Lekkiej generała George'a Browna, brał także udział w bitwie pod Inkermanem. Dwukrotnie, 28 września i 11 listopada 1854 roku był wymieniony w sprawozdaniach, 28 listopada został awansowany do stopnia tymczasowego pułkownika (brevet-colonel), w maju następnego roku objął dowodzenie 1 Brygadą Dywizji Lekkiej.
18 czerwca 1855 roku poprowadził swoich żołnierzy do szturmu na fortyfikacje Sewastopola. Był na czele prawoskrzydłowej kolumny wojska, której szyk został rozbity przez salwy kartaczy. Poległ z bronią w ręku po dotarciu do linii rosyjskich umocnień. Jego ciało zostało zabrane z pola bitwy i pochowane 20 czerwca na cmentarzu wojskowym pod Sewastopolem.